# فيكتور ألبرتو فيغيروا
فيكتور ألبرتو فيغيروا (بالإسبانية: Víctor Figueroa)‏ هو لاعب كرة وصانع ألعاب أرجنتيني يلعب حاليا في نادي أوكاس . ولد عام 1983 في سان أيسيدرو في الأرجنتين. يبلغ 169 سم ووزنه 66 كج.

## سيرة اللاعب
فيكتور بدأ حياته الكروية في نادي تشاكريوناتا جونيورز في الأرجنتين عام 2002.. في نهاية موسم 2003-2004 هبط فريقه إلى مصاف أندية الدرجة الثانية وبقي اللاعب مع الفريق رغم هبوطه وكان يشكل العنصر الأساسي الأول في الفريق.
في عام 2006 انتقل فيكتور إلى نادي جرمينال بيرشوت في بلجيكا ولكنه لم يتأقلم مع الفريق البلجيكي ولعب 11 مباراة فقط ولم يسجل أي هدف.. في عام 2007 رجع إلى موطنه الأصلي الأرجنتين ولعب لصفوف فريق سارمينتو.. وكان الهدف من اللعب لهذا النادي هو استعادة اللياقة والعودة لحساسية الكورة من جديد حيث لم يمض إلا أقل من سنة في هذا النادي.. حتى انتقل في مطلع عام 2008 إلى ناديه السابق تشاكاريتا جونيورز، ومن ثم حمل حقائبه إلى نادي غودوي كروز الذي يلعب الآن في الدرجة الأولى في الأرجنتين. ويقدم مستويات رائعة وملفته للأنظار حتى اللحظة وفي 2009 انتقل إلى نادي النصر السعودي، لعب مع النصر في الدوري 21 مباراة إلى الآن سجل خلالها 9 اهداف وصنع العديد من الاهداف.
انتقل بعدها وعاد إلى الدوري الأرجنتيني وحاليا يلعب بفريق اولد بويز الأرجنتيني

## روابط خارجية
- فيكتور ألبرتو فيغيروا على موقع قاعدة بيانات كرة القدم.إي يو (الإنجليزية)
- فيكتور ألبرتو فيغيروا على موقع Soccerway.com (الإنجليزية)